# Andreas Andersson
Andreas Claes Andersson (*10. dubna 1974 Nacka, Švédsko) je bývalý švédský fotbalový útočník.

## Přestupy
- z IFK Göteborg do AC Milan za 3 500 000 eur
- z AC Milan do Newcastle United za 4 125 000 eur
- z Newcastle United do AIK Stockholm za 2 750 000 eur

## Statistika
| Klub             | Sezóna  | Liga   | Liga | Pohár  | Pohár | LM či EL | LM či EL | Celkem | Celkem |
| Klub             | Sezóna  | Zápasy | Góly | Zápasy | Góly  | Zápasy   | Góly     | Zápasy | Góly   |
| ---------------- | ------- | ------ | ---- | ------ | ----- | -------- | -------- | ------ | ------ |
| Degerfors IF     | 1994    | 14     | 3    | ?      | ?     | ?        | ?        | ?      | ?      |
| Degerfors IF     | 1995    | 26     | 13   | ?      | ?     | ?        | ?        | ?      | ?      |
| IFK Göteborg     | 1996    | 26     | 19   | ?      | ?     | ?        | ?        | ?      | ?      |
| IFK Göteborg     | 1997    | 13     | 13   | ?      | ?     | ?        | ?        | ?      | ?      |
| AC Milan         | 1997    | 13     | 1    | 5      | 0     | 0        | 0        | 18     | 1      |
| Newcastle United | 1998    | 12     | 2    | ?      | ?     | ?        | ?        | ?      | ?      |
| Newcastle United | 1998/99 | 15     | 2    | ?      | ?     | ?        | ?        | ?      | ?      |
| AIK Stockholm    | 1999    | 8      | 2    | ?      | ?     | ?        | ?        | ?      | ?      |
| AIK Stockholm    | 2000    | 4      | 0    | ?      | ?     | ?        | ?        | ?      | ?      |
| AIK Stockholm    | 2001    | 26     | 9    | ?      | ?     | ?        | ?        | ?      | ?      |
| AIK Stockholm    | 2002    | 25     | 8    | ?      | ?     | ?        | ?        | ?      | ?      |
| AIK Stockholm    | 2003    | 13     | 4    | ?      | ?     | ?        | ?        | ?      | ?      |
| AIK Stockholm    | 2004    | 0      | 0    | ?      | ?     | ?        | ?        | ?      | ?      |
| AIK Stockholm    | 2005    | 6      | 2    | ?      | ?     | ?        | ?        | ?      | ?      |
| AIK Stockholm    | Celkově | 201    | 78   | ?      | ?     | ?        | ?        | ?      | ?      |

## Úspěchy

### Individuální
- 1x Nejlepší střelec ligy (1996)

### Reprezentace
- 1x na MS (2002)
- 2x na MS (2000, 2004)